# NGC 3377A
NGC 3377A (другие обозначения — UGC 5889, MCG 2-28-7, DDO 88, ZWG 66.14, PGC 32226) — галактика в созвездии Лев.
Этот объект не входит в число перечисленных в оригинальной редакции «Нового общего каталога» и был добавлен позднее.